# Proposizione (logica)
In filosofia e logica moderna, una proposizione è una frase, ossia un'espressione linguistica dotata di significato, a cui è sempre collegato uno dei due valori di verità: vero (V) o falso (F). Le proposizioni sono i costituenti principali degli argomenti di cui si occupa la logica, in particolare nella logica proposizionale.

## Descrizione
È possibile che proposizioni linguistiche diverse abbiano lo stesso significato, per esempio, the snow is white (in inglese) e la neve è bianca (in italiano), ma entrambe dicono la stessa cosa, e cioè che la neve è bianca. Esse esprimono quindi la stessa proposizione logica. 
Ciò può accadere anche a due diverse proposizioni linguistiche espresse nella stessa lingua, per esempio Una precipitazione di minuscoli cristalli di acqua ghiacciata è bianca è espressa in italiano, così come la neve è bianca, che intende la stessa cosa. In tal senso, si distingue la proposizione dall'enunciato, nel senso che diversi enunciati possono esprimere la stessa proposizione.
Ci si riferisce di solito alle proposizioni come al contenuto di una convinzione o di una credenza. Esse possono oltretutto essere oggetto di desiderio, preferenza, intenzione.

## Enunciati dichiarativi
Non tutti gli enunciati possono essere associati ad una tavola di verità. Si dicono enunciati dichiarativi quelli per i quali si può decidere se siano veri oppure falsi. L'Organon di Aristotele, nella parte sugli Analitici primi, esemplifica alcuni tipi di enunciati non dichiarativi: le domande, gli ordini, le poesie, le preghiere. Il linguista Chomsky aggiunse ai casi di indecisione anche tutti gli enunciati privi di senso compiuto, quali: "Verdi idee incolori dormono furiosamente" (Colorless green ideas sleep furiously).